# أتماكا ديفريم
أتماكا ديفريم (مواليد 16 نوفمبر، 1970) ولدت في أنقرة ممثلة ونجمة تركية شقت طريقها نحو عالم الفن من مسرح الجامعة. وهي حاصلة على درجة الليسانس في التاريخ والجغرافيا.
كانت بدايتها الفنية في عام 1994 من خلال فيلم «توقيت الثامنة»، ثم المسلسل التليفزيوني «شقة ملاك» في عام 1995، كما لعبت بطولة فيلم «غبار الجنية» عام 2007 .

## أعمالها
- الأرض الطيبة
- توقيت الثامنة 1994
- شقة ملاك 1995
- الورود مختوم 2003
- فرع الزيتون 2005
- غبار الجنة 2007
- زهرة القصر 2014

نبضات قلب2017